# Englesqueville-la-Percée
Englesqueville-la-Percée – miejscowość i gmina we Francji, w regionie Normandia, w departamencie Calvados.
Według danych na rok 1990 gminę zamieszkiwało 125 osób, a gęstość zaludnienia wynosiła 16 osób/km² (wśród 1815 gmin Dolnej Normandii Englesqueville-la-Percée plasuje się na 761. miejscu pod względem liczby ludności, natomiast pod względem powierzchni na miejscu 659.).